# Ringo Starr
Sir Richard Starkey MBE (Liverpool, 7 de juliol del 1940), conegut com a Ringo Starr, és un músic anglès famós per haver estat bateria i cantant del grup de rock The Beatles.
Starr va contraure matrimoni amb Maureen Cox l'any 1965 i van tenir tres fills, Zak, Jason, i Lee. La parella es divorcià el 1975 i l'any 1981 Starr es va casar amb l'actriu Barbara Bach, famosa per haver estat "noia Bond" a la pel·lícula L'espia que em va estimar de la sèrie cinematogràfica del popular agent James Bond.

## Primers anys
Els pares de Ringo Starr es van divorciar quan ell encara era un nen i la seva mare es va tornar a casar (amb Harry Graves). Va créixer al barri obrer de Dingle (Liverpool). Va travessar dues malalties greus durant la seva infantesa i va romandre tres anys a un hospital, cosa que va obstaculitzar seriosament la seva formació acadèmica. Després de la seva darrera estada a l'hospital, a l'edat de 15 anys, amb prou feines sabia llegir i escriure. Igual com els altres tres Beatles, John Lennon, Paul McCartney i George Harrison, el jove Ritchie (tal com era conegut aleshores) també era un entusiasta seguidor de l'Skiffle. L'any 1957 va muntar el grup The Eddie Clayton Skiffle Group amb Eddie Miles. El 1959 va entrar a The Raving Texans, un quartet que tocava com a banda d'acompanyament del cantant Rory Storm. Fou en aquesta època que va adquirir el sobrenom de Ringo, a causa dels anells que duia i també perquè recordava el món dels westerns (probablement feia referència al personatge que interpretava John Wayne a Stagecoach). Pel que fa a l'origen del cognom Starr, aquest s'explica perquè d'aquesta manera es podien presentar els seus solos de bateria com a "Starr Time" (fent el joc de paraules en anglès).
El seu primer contacte amb els Beatles fou a Hamburg, l'octubre del 1960, mentre Starr tocava amb Rory Storm and The Hurricanes. Quan els Beatles van acomiadar el seu bateria Pete Best el 16 d'agost del 1962, van triar Starr per ser el seu substitut.
Storm no va posar entrebancs a la cessió de Starr i els seguidors de Pete Best van mostrar la seva decepció esbroncant el grup amb crits com "Pete Best forever! Ringo never!" i protagonitzant alguns aldarulls al mític local de Liverpool Cavern Club.

## La seva funció dins dels Beatles
L'estil de Starr va tenir un paper central dins la música interpretada i enregistrada pels Beatles. Des del 1962, quan va entrar a formar part del grup, va anar consolidant un estil de tractar el ritme a la música popular que ha anat creixent en importància i influència a mesura que han anat passant els decennis des que els Beatles van enregistrar les seves obres. Starr és esquerrà però tot i això toca un kit de bateria amb una disposició de dretà. La seva tendència a portar el ritme principalment amb l'esquerra contribueix a definir el seu particular estil.
"Abans d'en Ringo, els bateries famosos es mesuraven per la seva habilitat i virtuosisme a l'hora de fer els solos", en paraules del bateria Steve Smith. "La popularitat d'en Ringo va establir un nou model pel que fa a la manera com el públic veia els bateries. Vam començar a veure el bateria com un element que participava de la mateixa manera que els altres en la tasca compositiva. Una de les grans qualitat d'en Ringo era que componia parts de bateria úniques per a les cançons dels Beatles. Pots escoltar una part de bateria d'en Ringo sense la resta de la música i identificar igualment la cançó."
Molts bateries esmeenten Starr com una influència cabdal Arxivat 2012-12-01 a Wayback Machine., entre ells Max Weinberg de l'The E Street Band, Liberty DeVitto de la banda de Billy Joel i Phil Collins, entre d'altres. Segons Collins, Starr és un bateria que ha estat "generalment menystingut. Hi ha parts de bateria a la cançó 'A Day in the Life' de notable complexitat. Podrien agafar un bateria actual i dir-li 'Vull quelcom d'igual' i no sabria què fer". Al seu extensiu estudi de les sessions d'enregistrament dels Beatles, Mark Lewisohn va confirmar que Starr era eficaç, i el seu rendiment era constant i estable. Segons Lewisohn, en menys d'una dotzena d'ocasions al llarg dels vuit anys en què els Beatles van enregistrar música, una interrupció a una cançó era causada per una errada de Starr, mentre que la majoria de preses inacabades ho eren com a conseqüència d'errades dels altres tres músics. Starr ha afirmat que la part de bateria més difícil que mai ha executat amb els Beatles fou a la cançó "Rain". Starr també destaca per haver avançat algunes tècniques de bateria moderna (per a interpretació i per a enregistrament) com ara el matched grip (que en anglès designa la manera d'agafar els pals com si es tractés d'una extensió del braç, d'una manera similar a com un jugador de tenir agafa la raqueta); situar la bateria sobre una plataforma elevada (i la influència que això va tenir a l'aspecte visual de les actuacions de rock des d'aleshores); l'afinació baixa dels timbals de la bateria o la utilització d'elements atenuants de la vibració dels timbals.
Starr va fer tot això sense ostentació: l'únic solo de bateria que hom troba a tot el catàleg dels Beatles és a la cançó "The End" del disc Abbey Road, i fins i tot aleshores el van haver de convèncer que el fes. Molts bateries tècnics i experimentats han estat força crítics amb l'habilitat de Starr, mentre el gruix dels oients tendeix a ser més comprensiu. Això probablement és degut al fet que la tècnica de Starr és decebedorament bàsica. Starr ha comentat que els altres Beatles sovint li donaven instruccions precises de com executar les parts de bateria fins al punt que hom podria descriure la seva interpretació com a "programada".
John Lennon, Paul McCartney i George Harrison han afirmat que Starr era el millor bateria de rock, tot i que quan a una entrevista se li va preguntar a Lennon si Starr era el millor bateria del món, Lennon va respondre "He's not the best drummer in The Beatles!" ("No és el millor bateria de The Beatles"): una afirmació que feia referència a "Back In The USSR" i "Dear Prudence, les dues primeres cançons del disc conegut com a l'Àlbum Blanc (1968), oficialment publicat com a The Beatles, en què McCartney va executar les parts de bateria (Starr havia abandonat les sessions d'enregistrament i va estar dues setmanes a tornar-hi després que la resta dels Beatles el van convèncer, moment en què fins i tot van decorar el seu kit de bateria amb flors). McCartney també va tocar la bateria a "The Ballad of John and Yoko" a inicis del 1969 atès que només Lennon i McCartney estaven disponibles en aquell moment per participar en les sessions d'enregistrament de la cançó. Starr ha comentat que va tenir la sort d'estar "envoltat per tres bateries frustrats" que només sabien tocar d'una manera determinada. Efectivament, la interpretació de McCartney a The Ballad of John Yoko i a "Back in the USSR" és regular i estable però probablement massa monòtona i mancada de dinamisme si es compara amb l'estil habitual de Starr. Starr tampoc va tocar la bateria a algunes sessions d'enregistrament de la cançó "Love Me Do" en què el bateria de la sessió Andy White va ser contractat per a l'ocasió pel productor dels Beatles George Martin.
El caràcter obert, sociable i el sentit de l'humor de Starr va jugar un important paper en l'èxit dels Beatles, en combinar-se amb l'enginy de Lennon, l'encant de McCartney, i la tranquil·la discreció de Harrison. Foren aquestes qualitats que van fer dels Beatles els "Fab Four". Starr també va fer aportacions a camps on els altres mostraven febleses com són el de les relacions públiques (Starr tenia un paper destacat a les rodes de premsa) i la interpretació (Starr fou l'únic dels quatre que va reeixir com a actor, assolint papers protagonistes a diverses pel·lícules i especials de televisió).
Starr normalment cantava com a mínim una cançó a cadascun dels discs dels Beatles, cosa que ajudava a establir la personalitat vocal individualitzada dels membres de la banda de cara al públic. En alguns casos eren Lennon o McCartney els qui componien alguna cançó especialment destinada a ser cantada per ell (tal com Lennon va fer amb "Good Night", de l'Àlbum Blanc i McCartney va fer amb "Yellow Submarine" de Revolver. Les melodies vocals d'aquestes cançons sovint eren deliberadameent limitades pel que fa al seu registre i la seva complexitat per adaptar-se a les facultats vocals de Starr.
Dels quatre Beatles, Starr fou qui menys aportacions compositives va fer al grup. Els Beatles explicaven que quan el bateria els presentava una cançó com a candidata a formar part d'un disc, les seves cançons sovint sonaven (a orelles dels altres tres Beatles) com un reciclat d'altres cançons populars del moment, cosa que Starr no reconeixia fins que els altres li feien veure de manera detallada. malgrat tot, Starr va compondre "Don't Pass Me By" (per a l'Àlbum Blanc i "Octopus's Garden" per al disc Abbey Road, tot i que amb ajudes puntuals de Harrison. L'àlbum Blanc va mostrar un cop més el gust de Starr per la música country, cosa que ja havia fet anteriorment, per exemple a la cançó What Goes On' del disc 'Rubber Soul', escrita conjuntament amb Lennon i McCartney. Starr també va compondre "Taking a Trip to Carolina" (al segon CD del disc Let It Be... Naked, i apareix com a coautor, juntament amb els altres tres Beatles, de "Flying", "Dig It", "12-Bar Original", "Los Paranoias", "Christmas Time (Is Here Again)", i la versió que el 1995 van fer de "Free As A Bird", mentre que "Maggie Mae" va aparèixer com a "Traditional arr. Lennon/McCartney/Harrison/Starkey".
Per altra banda, Starr va fer nombroses aportacions a lletres de cançons de Lennon i McCartney, tot i que sovint de manera no intencionada. En aquest sentit, un dels exemples més famosos és l'origen del títol de la primera pel·lícula del grup, A Hard Day's Night. Starr va sortir de l'estudi després d'una llarga jornada de feina i va voler comentar als seus companys que aquell havia estat "un dia dur" però en adonar-se que ja s'havia fet fosc va modificar la frase fent el famós joc de paraules en anglès, cosa que Lennon i McCartney van decidir agafar com a títol per a la seva pel·lícula que encara s'estava filmant. Starr també va contribuir a l'elaboració de la lletra de la cançó "Badge" d'Eric Clapton i Harrison. Segons ha afirmat Clapton en entrevistes, els versos "I told you 'bout the swans that live in the park; Then I told you 'bout our kid, now he's married to Mabel" van ser aportacions de Starr. Una altra frase de Ringo que Paul McCartney i John Lennon van decidir que fos títol de cançó fou Tomorrow Never Knows (del disc Revolver), relativa a la incertesa del destí de les seves carreres en el futur.

## Després dels Beatles
Després de la dissolució dels Beatles el 10 d'abril del 1970, Starr va publicar dos discs abans que acabés l'any. Al primer, Sentimental Journey, Ringo interpretava estàndards de jazz amb la col·laboradors de prestigi com Quincy Jones, George Martin i Paul McCartney, entre d'altres. El seu següent disc, Beaucoups of Blues, feia el mateix però en aquest cas dins un context de country i incloïa la participació del llegendari músic de sessió de Nashville, Pete Drake. L'any 1971 va assolir un fort èxit comercial amb el single "It Don't Come Easy" i l'any següent amb "Back Off Boogaloo" (que va ser el seu single de més èxit al Regne Unit en arribar al número 2, tot i que Starr també ha tingut dos números 1 als Estats Units amb "Photograph", (coescrita amb Harrison) i "You're Sixteen"). Starr és l'únic Beatle que no ha aconseguit cap número 1 a les llistes d'èxit del Regne Unit (va arribar al número 7 amb Sentimental Journey i Ringo). El disc Ringo va arribar al número 2 de les llistes nord-americanes.
Starr va prendre part a The Concert For Bangladesh organitzat per Harrison l'any 1971, i va enregistrar parts de bateria per al disc All Things Must Pass de Harrison i al disc John Lennon/Plastic Ono Band.
L'any 1972 va debutar com a director cinematogràfic amb el rodatge del documental Born to Boogie sobre el grup T. Rex. Starr havia iniciat una forta amistat amb el cantant i líder de T.Rex, Marc Bolan, i durant l'etapa en què filmava el documental va publicar el single 'Back Off Boogaloo' en què, tot i que Starr hi figurava com a únic autor, mostra una clara influència de l'estil de Bolan.
L'any 1973 va publicar el disc Ringo, considerat com la seva millor obra en solitari, que fou el més venut del seu catàleg. Produït per Richard Perry i amb la col·laboració dels altres Beatles a diverses cançons (sempre per separat), el disc va esdevenir el seu èxit comercial més gran i en destaquen les cançons "Photograph", "You're Sixteen", "I'm the Greatest" (composta per Lennon). També fou reeixit el seu successor un any després, Goodnight Vienna, que inclou les cançons "Only You (And You Alone)", i "No No Song" a més de la col·laboració compositiva de Lennon a la cançó que dona títol al disc. Tot i que va seguir editant discs, la carrera musical de Starr va experimentar una lenta davallada comercial des d'aleshores. L'any 1980, Harrison va compondre "Wrack My Brain" que apareix a disc de Starr Stop and Smell the Roses (inicialment el guitarrista tenia intenció de cedir-hi la cançó All Those Years Ago però es va fer enrere i la cançó va aparèixer al seu disc Somewhere in England).
L'any 1989, tot sortint d'un tractament contra l'alcoholisme, va començar a tenir una notable presència als circuits estiuencs de música en directe amb les gires que va organitzar sota el nom Ringo Starr and His All-Starr Band, en què compartia escenari amb coneguts membres de grups de rock de diverses èopoques. Aquest concerts alternaven en Ringo cantant algunes cançons del seu propi repertori i dels Beatles, amb fragments en què els altres membres interpretaven cançons de les seves respectives carreres amb en Ringo a la bateria (i en aquest format el bateria encara podria cantar alguns cançons més). Aquest sistema evitava a Ringo haver de carregar amb tot el protagonisme dels concerts i permetia a l'audiència veure diversos músics coneguts i sentit un repertori variat. La vuitena gira en aquest format de banda d'estrelles va tenir lloc l'any 2003.
A banda de les pel·lícules que va fer mentre era amb els Beatles, (A Hard Day's Night (1964), Help (1965), Magical Mystery Tour (1967), Yellow Submarine (1968), Let It Be (1970)), Starr ha participat com a actor a Candy (1968), The Magic Christian (1969) (amb Peter Sellers), Son of Dracula (1974) i Caveman (1981). Va aparèixer com a Larry the Dwarf a la pel·lícula de Frank Zappa 200 Motels (1971). Va aportar la seva veu a la pel·lícula d'animació de Harry Nilsson The Point! (1971). Va tenir una especialment bona acollida a la pel·lícula britànica That'll Be the Day (1973) en què hi participava fent de Teddy boy. També va fer de "The Pope" a Lisztomania (1975) de Ken Russell.
L'any 1978 va crear amb Robin Cruikshank una empresa de mobles entre els quals hi havia un model de xemeneia en forma de donut dissenyada Arxivat 2009-09-30 a Wayback Machine. per Starr.
El 1984 va fer de narrador de la sèrie infantil de televisió Thomas the Tank Engine and Friends, l'èxit de la qual va provocar que també hi participés en la versió noramericana (Shining Time Station) l'any 1989. L'any 1985 va participar en la versió cinematogràfica d'"Alice in Wonderland".
Ringo va posar la seva veu a l'episodi Brush with Greatness de la sèrie d'animació The Simpsons l'any 1991 i posteriorment també hi va aparèixer personalment (fou el primer Beatle en participar-hi). L'any 1996 va protagonitzar un anunci de suc de poma al Japó (s'aprofitava el fet que el mot ringo en japonès correspon a la paraula poma). A la dècada dels 90 va protagonitzar un anunci de Pizza Hut juntament amb els membres del grup britànic The Monkees.
El 2002 Starr va entrar a formar part del Percussive Hall of Fame Arxivat 2006-05-22 a Wayback Machine. del qual en formen part bateries d'elit Arxivat 2004-06-19 a Wayback Machine. com Buddy Rich and William F. Ludwig, Sr. i el seu fill.
El 29 de novembre del 2002, Starr va interpretar "Photograph" al Concert For George que va tenir lloc al Royal Albert Hall de Londres amb motiu del primer aniversari de la mort de Harrison.
L'any 2003 Starr va iniciar una etapa d'enregistraments per a la discogràfica independent Koch Records, cosa que va donar com a resultat l'edició el mateix any del disc Ringo Rama (que inclou la participació de músics com David Gilmour, Eric Clapton i Charlie Hayden) i Choose Love (2005) que inclou la cançó de tribut a Harrison "Never Without You" i les col·laboracions de Billy Preston i Chrissie Hynde.
El gener del 2005 es va anunciar que el dibuixant de còmics Stan Lee treballaria amb Starr en l'elaboració d'una pel·lícula animada musical basada en la seva persona.
El setembre del 2005, l'ajuntament de Liverpool va anunciar la demolició de la casa natal de Ringo Starr adduint que no tenia "significació històrica", però finalment es va decidir que es traslladaria pedra per pedra i seria preservada en un emplaçament diferent.

## Edicions de l'All-Starr Band
- 1989 Ringo Starr, Clarence Clemons, Rick Danko, Levon Helm, Dr. John, Jim Keltner, Nils Lofgren, Billy Preston, Joe Walsh
- 1992 Ringo Starr, Timmy Cappello, Burton Cummings, Dave Edmunds, Nils Lofgren, Todd Rundgren, Timothy B. Schmit, Zak Starkey, Joe Walsh
- 1995 Ringo Starr, Randy Bachman, Felix Cavaliere, John Entwistle, Mark Farner, Billy Preston, Mark Rivera, Zak Starkey
- 1997-98 Ringo Starr, Gary Brooker, Jack Bruce, Peter Frampton, Simon Kirke, Mark Rivera (només als assaigs – Dave Mason)
- 1999 Ringo Starr, Gary Brooker, Jack Bruce, Timmy Cappello, Simon Kirke, Todd Rundgren (va abandonar el projecte abans de l'inici de la gira - Joe Walsh)
- 2000 Ringo Starr, Jack Bruce, Eric Carmen, Dave Edmunds, Simon Kirke, Mark Rivera
- 2001 Ringo Starr, Sheila E., Greg Lake, Ian Hunter, Howard Jones, Roger Hodgson, Mark Rivera
- 2003 Ringo Starr, Paul Carrack, Sheila E., Colin Hay, Mark Rivera, John Waite

## Discografia
Discografia de Ringo Starr

## Filmografia
Aquest és el llistat de la filmografia de Ringo Starr com a actor (si no s'especifica, altra cosa).
- The Beatles Come to Town (1963) (curtmetratge)
- A Hard Day's Night (1964)
- Help! (1965)
- Reflections On Love (1966) (curtmetratge)
- The Beatles Mod Odyssey (1968) (curtmetratge)
- Yellow Submarine (1968) (veu)
- Candy (1968)
- The Magic Christian (1969)
- Let It Be (1970) (documental)
- Music! (1971) (documental)
- 200 Motels (1971)
- Blindman (1971)
- Did Somebody Drop His Mouse? (1972) (curtmetratge)
- The Concert for Bangladesh (1972) (documental)
- Born to Boogie (1972) (documental) (també n'és el director)
- That'll Be the Day (1973)
- Ziggy Stardust and the Spiders from Mars (1973) (documental)
- Son of Dracula (1974)
- Lizstomania (1975)
- The Day the Music Died (1977) (documental)
- The Beatles and Beyond (1977) (documental)
- Sextette (1978)
- The Last Waltz (1978) (documental)
- The Kids Are Alright (1979) (documental)
- Caveman (1981)
- The Cooler (1982) (curtmetratge)
- Give My Regards to Broad Street (1984)
- Water (1985) (cameo)
- To the North of Katmandu (1986)
- Sun City/The Making of Sun City (1986) (documental)
- Queen: The Magic Years (1987) (documental)
- Walking After Midnight (1988) (documental)
- The Return of Bruno (1988)
- Concert for George (2003) (documental)